# Finale del campionato europeo femminile di calcio 2017
La finale del campionato europeo femminile di calcio 2017 si tenne il 6 agosto 2017 al De Grolsch Veste di Enschede tra le nazionali femminili di Paesi Bassi e Danimarca. È stata la finale della dodicesima edizione del campionato europeo femminile di calcio, terminata con la vittoria per 4-2 delle olandesi che hanno così conquistato il titolo europeo per la prima volta.

## Cammino verso la finale
Le olandesi e le danesi furono inserite nel gruppo A, insieme a Norvegia e Belgio.
Il 16 luglio Paesi Bassi e Danimarca batterono 1-0 rispettivamente Norvegia e Belgio con reti di van de Sanden e Troelsgaard. Quattro giorni dopo le due nazionali si affrontarono a Rotterdam; ad avere la meglio furono le olandesi grazie ad un calcio di rigore realizzato da Sherida Spitse che mise una seria ipoteca sul primo posto del girone. All'ultima giornata le olandesi vinsero 2-1 il derby delle Fiandre assicurandosi il primo posto; decisive le marcature di Spitse ancora su calcio di rigore e di Martens, dopo il momentaneo pareggio belga siglato da Wullaert. Dall'altra parte le danesi sconfissero 1-0 la Norvegia qualificandosi come seconde nel girone; decisiva la rete di Veje al 5'. I Paesi Bassi conclusero il girone a pieni punti, seguita dalla Danimarca con 6. Eliminate Belgio e Norvegia.
Il 29 luglio, nei quarti di finale, le olandesi affrontarono la Svezia a Doetinchem; i Paesi Bassi vinsero 2-0 con reti di Martens e Miedema. Il giorno dopo, invece, le danesi si trovarono di fronte la ben più quotata Germania, campione in carica da sei edizioni consecutive; dopo essere andate in svantaggio dopo 3' per il gol di Kerschowski le danesi ribaltarono il risultato nel secondo tempo con le reti di Nadim e Nielsen. Il 3 agosto in semifinale Paesi Bassi e Danimarca si trovarono di fronte rispettivamente l'Inghilterra e l'Austria. Le olandesi vinsero nettamente per 3-0 per merito dei gol di Miedema e Van de Donk prima dell'autogol inglese di Bright nei minuti di recupero. Le danesi invece furono bloccate sullo 0-0 dall'Austria e la sfida fu decisa ai calci di rigore; finì 3-0 con il rigore decisivo realizzato da Sørensen.

### Tabella riassuntiva del percorso
| Pos. | Squadra     | Pt | G | V | N | P | GF | GS | DR |
| ---- | ----------- | -- | - | - | - | - | -- | -- | -- |
| 1.   | Paesi Bassi | 9  | 3 | 3 | 0 | 0 | 4  | 1  | +3 |
| 2.   | Danimarca   | 6  | 3 | 2 | 0 | 1 | 2  | 1  | +1 |
| 3.   | Belgio      | 3  | 3 | 1 | 0 | 2 | 3  | 3  | 0  |
| 4.   | Norvegia    | 0  | 3 | 0 | 0 | 3 | 0  | 4  | -4 |

| Pos. | Squadra     | Pt | G | V | N | P | GF | GS | DR |
| ---- | ----------- | -- | - | - | - | - | -- | -- | -- |
| 1.   | Paesi Bassi | 9  | 3 | 3 | 0 | 0 | 4  | 1  | +3 |
| 2.   | Danimarca   | 6  | 3 | 2 | 0 | 1 | 2  | 1  | +1 |
| 3.   | Belgio      | 3  | 3 | 1 | 0 | 2 | 3  | 3  | 0  |
| 4.   | Norvegia    | 0  | 3 | 0 | 0 | 3 | 0  | 4  | -4 |

## Descrizione della partita

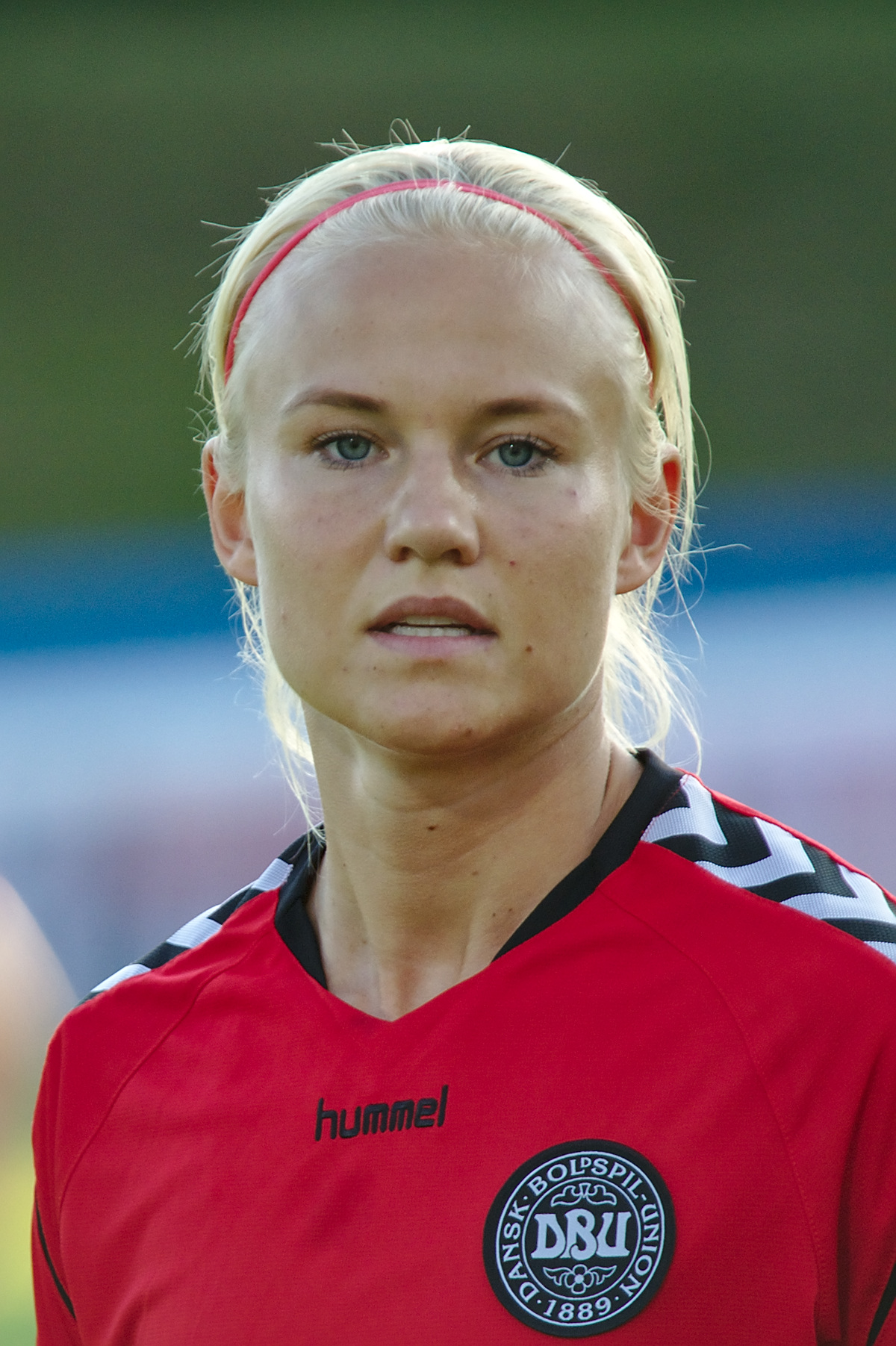
La capitana danese Pernille Harder ha realizzato il suo primo gol nel torneo, segnando il momentaneo 2-2.

Dopo essersi affrontate nella fase a gironi, Paesi Bassi e Danimarca si ritrovarono nuovamente di fronte a giocarsi il titolo europeo.
Esattamente alle 17:01 l'arbitro Esther Staubli ha fischiato l'inizio della partita. I primi minuti sono stati vivaci, dove dopo pochi minuti le olandesi hanno avuto la prima occasione del match, ma anche le danesi hanno avuto una buona occasione in contropiede. Dopo cinque minuti, Sanne Troelsgaard ha preso la palla un po' per caso in area di rigore olandese, dove ha aggirato Kika van Es, che ha commesso un fallo su Troelsgaard, e l'arbitro Staubli ha assegnato un calcio di rigore alla Danimarca. Nadia Nadim calciò in modo sicuro la palla nell'angolo destro del portiere Sari van Veenendaal portando la Danimarca in vantaggio. Ma la squadra di casa pareggiò dopo pochi minuti; al 10' Cecilie Sandvej sulla destra del campo non riescì a tenere il passo di Shanice van de Sanden, che con un preciso cross trovò la capocannoniere Vivianne Miedema che realizzò il gol dell'1-1.
Poi i Paesi Bassi hanno iniziato a creare pressione in campo alla Danimarca. Van de Sanden in particolare ha causato grossi problemi alle danesi sulla squadra olandese, mentre Pernille Harder aveva avuto una sola occasione verso la porta olandese. Dopo 28 minuti, l'Olanda è riuscita ad andare in vantaggio. L'attaccante Lieke Martens ha beffato Stina Lykke con un tiro dalla distanza. Già un minuto dopo, la Danimarca ha avuto una grande occasione; Troelsgaard ha trovato Nadim libera, con l'attaccante danese che ha provato a scavalcare il portiere, ma senza successo. Poco dopo, Nadim ha avuto una buona occasione di testa. Il primo tempo inebriante è continuato e al 33' la Danimarca ha trovato il pareggio. Pernille Harder si è liberata sul lato destro, dove è corsa da sola verso la porta, al limite dell'area di rigore, si è mossa in campo aperto e ha calciato nell'angolo destro. Quattro gol dopo una buona mezz'ora. Il resto del tempo è passato senza grandi occasioni e, dopo due minuti di recupero, è stato fischiato l'intervallo.

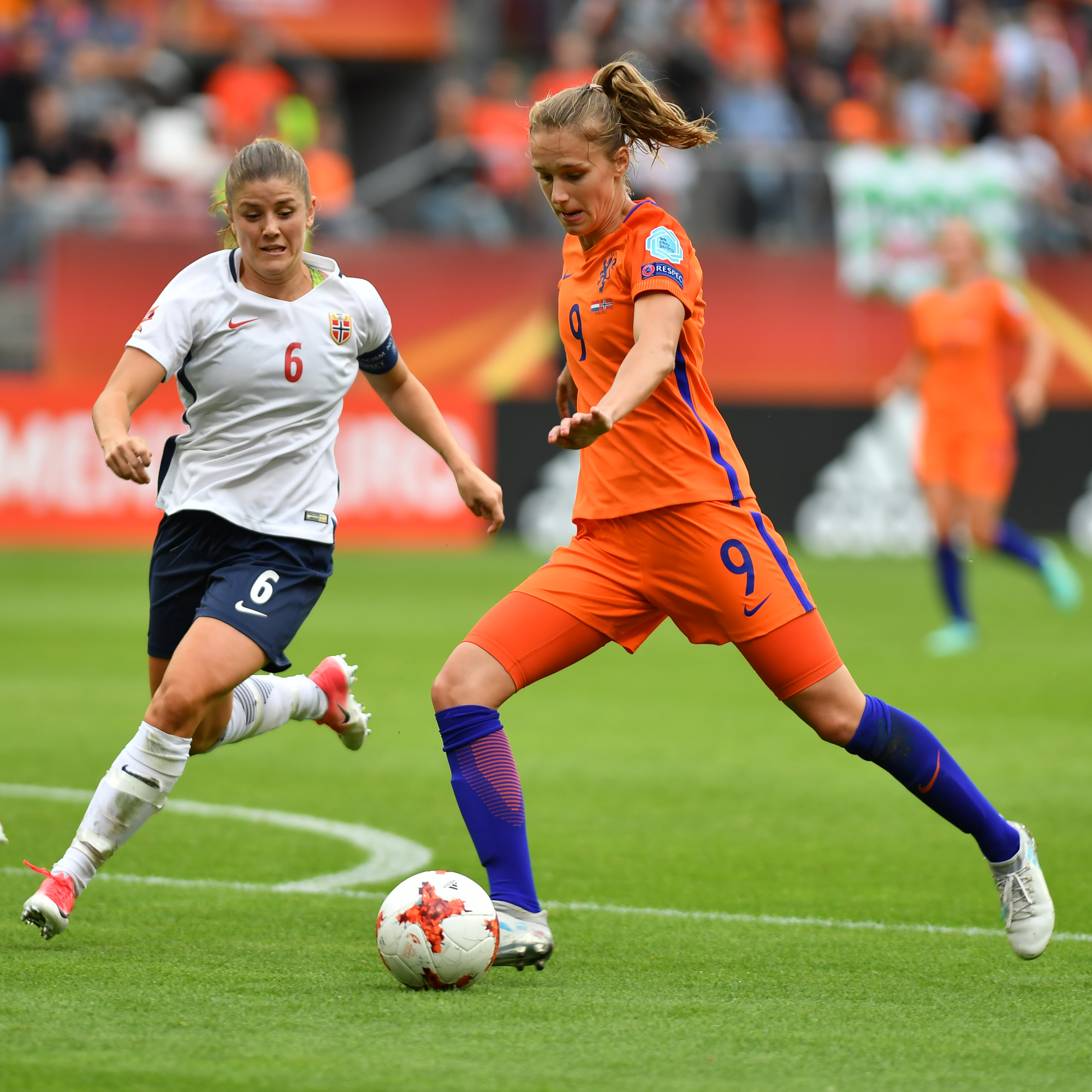
Vivianne Miedema (a destra) ha segnato il primo e il quarto gol per la sua nazionale.

Anche il secondo tempo è iniziato con un buon ritmo. Sanne Troelsgaard ha battuto un calcio d'angolo al 48', che Katrine Veje ha calciato da dentro l'area senza successo. Pochi minuti dopo, i Paesi Bassi hanno ottenuto un calcio di punizione dal limite dell'area di rigore danese. Il capitano olandese Sherida Spitse ha calciato la palla oltre la barriera, dove Stina Lykke riuscì a coprire portando i Paesi Bassi in vantaggio per 3-2. Nei successivi 10 minuti le olandesi sono state molto sotto pressione. Dopo 57 minuti arrivò la prima sostituzione della partita quando l'olandese Desiree van Lunteren ha dovuto cedere il passo a Dominique Janssen. Quattro minuti dopo arriva la prima sostituzione delle danesi, quando Frederikke Thøgersen sostituisce Cecilie Sandvej. Pochi secondi dopo, Stina Lykke ha salvato una grande occasione da gol di Miedema, mentre Harder e Veje pochi minuti dopo hanno sprecato una grande occasione per le danesi. Al 67' minuto, la Danimarca ha una grande occasione per pareggiare, ma il tiro dalla sinistra di Frederikke Thøgersen è andato a lato di poco. Tuttavia, sono state le olandesi ad avere più possesso palla delle danesi che hanno speso molte energie per difendere la propria porta. Simone Boye si è infortunata quando il gioco è diventato più fisico e ha dovuto lasciare il campo. Al 77' minuto Line Røddik ha dovuto lasciare il campo a causa di un infortunio al ginocchio. Negli ultimi dieci minuti di gara la Danimarca si è buttata più avanti e di diventare più offensiva a caccia del pareggio. Troelsgaard, Nadim e Harder hanno avuto un paio di occasioni prima che l'olandese Vivianne Miedema all'89' sigilasse la vittoria e segnasse il suo secondo gol della partita. Dopo quattro minuti di recupero, Esther Staubli fischiò la fine della partita, con la vittoria per 4-2 dei Paesi Bassi sulla Danimarca.

## Tabellino
| Arbitro: | Esther Staubli |

|                                         |           |                            |
| Miedema 10’, 89’ Martens 28’ Spitse 51’ | Marcatori | 6’ (rig.) Nadim 33’ Harder |

| Paesi Bassi | Danimarca |

| Paesi Bassi (4-3-3) |    |                        |     |       |
|                     |    |                        |     |       |
| P                   | 1  | Sari van Veenendaal    |     |       |
| D                   | 2  | Desiree van Lunteren   |     | 57’   |
| D                   | 6  | Anouk Dekker           | 43’ |       |
| D                   | 3  | Stefanie van der Gragt | 72’ |       |
| D                   | 5  | Kika van Es            |     | 90+4’ |
| C                   | 14 | Jackie Groenen         | 21’ |       |
| C                   | 10 | Daniëlle van de Donk   |     |       |
| C                   | 8  | Sherida Spitse         |     |       |
| A                   | 7  | Shanice van de Sanden  |     | 90’   |
| A                   | 9  | Vivianne Miedema       |     |       |
| A                   | 11 | Lieke Martens          |     |       |
| A disposizione:     |    |                        |     |       |
| D                   | 20 | Dominique Janssen      |     | 57’   |
| A                   | 13 | Renate Jansen          |     | 90’   |
| D                   | 4  | Mandy van den Berg     |     | 90+4’ |
| CT:                 |    |                        |     |       |
| Sarina Wiegman      |    |                        |     |       |

| Danimarca (4-4-2) |    |                           |     |     |
|                   |    |                           |     |     |
| P                 | 1  | Stina Lykke Petersen      |     |     |
| D                 | 8  | Theresa Nielsen           |     |     |
| D                 | 5  | Simone Boye Sørensen      |     | 77’ |
| D                 | 12 | Stine Larsen              |     |     |
| D                 | 19 | Cecilie Sandvej           |     |     |
| C                 | 7  | Sanne Troelsgaard Nielsen |     |     |
| C                 | 4  | Maja Kildemoes            |     | 61’ |
| C                 | 13 | Sofie Junge Pedersen      |     | 82’ |
| C                 | 11 | Katrine Veje              |     |     |
| A                 | 10 | Pernille Harder           |     |     |
| A                 | 9  | Nadia Nadim               | 45’ |     |
| A disposizione:   |    |                           |     |     |
| C                 | 15 | Frederikke Thøgersen      |     | 61’ |
| D                 | 2  | Line Røddik Hansen        |     | 77’ |
| C                 | 6  | Nanna Christiansen        |     | 82’ |
| CT:               |    |                           |     |     |
| Nils Nielsen      |    |                           |     |     |

| Assistenti arbitrali: Belinda Brem (Svizzera) Sanja Rodjak Karšić (Croazia) Quarto ufficiale: Bibiana Steinhaus (Germania) Quinto ufficiale: Katrin Rafalski (Germania) | Regole incontro: - 90 minuti. - 30 minuti di tempi supplementari se necessario. - Tiri di rigore se l'incontro finisce in parità. - Dodici atlete a disposizione come sostituti. - Tre sostituzioni massime durante l'incontro. |